# Давноминулий час
Давномину́лий час (передминулий час, плюсквамперфе́кт, від лат. plus quam perfectum — «більше, ніж перфект») — дієслівна форма, основним значенням якої звичайно вважається передування стосовно деякої ситуації в минулому.

## Давноминулий (передминулий) час в українській мові
Давноминулий час вживається для позначення дії в минулому, що передувала іншій дії, яка також відбулася у минулому: 
я читав був цю книжку, та забув її зміст; дознався був владика, що сліпий старець чинить у божому домі одправу, i заборонив (Марко Вовчок). 
Також цією формою користуються тоді, коли треба показати минулу перервану дію: 
Лукаш… знаходить вербову сопілку, що був кинув, бере її до рук і йде по білій галяві до берези (Леся Українка).
У правописі 2012 р. давноминулий час визначається таким чином :
|  | § 80. Дійсний спосіб Давноминулий час дієслова складається з форм минулого часу цього дієслова та відповідних форм минулого часу допоміжного дієслова бути: ходив був, ходила була, ходили були. |

Давноминулий час широко вживався у староукраїнській літературній мові (XVI-XVIII ст.), оскільки фіксував розмовне явище : пошолъ билъ, сказалъ билъ, обомлѣлъ былъ.
Давноминулий час присутній у класичній літературі та живому мовленні. Цю форму рекомендовано вживати «у розмовному і художньому стилях для посилення розмовного колориту», однак тенденцією є активізація її вживання у публіцистичному стилі та спорадично навіть в офіційно-діловому (пр., «Акт проголошення незалежності України» від 24 серпня 1991 р.).
|  | Виходячи із смертельної небезпеки, яка нависла була над Україною в зв'язку з державним переворотом в СРСР 19 серпня 1991 року, продовжуючи тисячолітню традицію державотворення в Україні [...] |

В. М. Русанівський уважає, що для дієслова української мови в дійсному способі характерні чотири часові форми: теперішнього, минулого, давноминулого і майбутнього часу. Більшість дослідників уважають, що давноминулий час — це тільки одна з форм минулого часу, яка вирізняється певною мірою і значенням (передає дію, віднесену у далеке минуле, чи минулу дію, перервану іншою минулою дією), і структурно.
В українській мові утворюється з форм минулого часу відмінюваного дієслова та допоміжного бути, вказує на те, що одна дія передувала іншій. Форми давноминулого часу передбачають наявність у реченні інших дієслів у формі минулого часу.
Спершу був криком напустився на них, але вгамували його одразу (Андрій Головко),
Піп колись був розсердився на дідових батьків, і як у них народився хлопець, то й назвав його Македоном (Іван Сенченко).
Він щось почав був говорити, та судді річ йому спочатку пребили (Євген Гребінка).
Трохи була не втопилась, та жаль було кинуть близняточок. (Тарас Шевченко).

Складеною формою давноминулого користуються й тоді, коли треба показати раніше перервану дію: 
Лукаш… знаходить вербову сопілку, що був кинув, бере її до рук і йде по білій галяві до берези (Леся Українка).
Форма середнього роду було розглядається як вставне слово й вживається для вираження нерегулярно повторюваної дії, як у теперішньому: А ще, було, як намалює що-небудь та підпише… що це — не кавун, а слива, так тобі точнісінько слива (Григорій Квітка-Основ'яненко); Було, роблю що, чи гуляю, чи богу молюся, Усе думаю про його (Тарас Шевченко); так і в минулому часі: Дарка часто, було, дивилась понуро, спускала очі в землю (Леся Українка). Близько за значенням й вставне слово бувало, уживається при вираженні дії, що нерегулярно повторювалась у минулому: Оце, бувало, як ідуть пізно люди по селу та регочуться, то хоч і не питай — од Самійленка (Марко Вовчок), Ти пам'ятаєш того великого чорного парасоля, як ми, бувало, під ним удвох від дощу ховались? (Леся Українка), Цілими днями, бувало, просиджує хлопець над книжкою (Андрій Головко), За медом, бувало, приїздили купці з Харкова, з Білгорода (Олекса Стороженко).
Такі вставні слова надають відповідним текстам відтінку розмовності.

## Утворення
У давніх індоєвропейських мовах (в латині та в давньогрецькій) плюсквамперфект був простою (синтетичною) формою без допоміжного дієслова: лат. feceram «я (вже) зробив». Це типологічно незвичайний спосіб утворення плюсквамперфекта: зазвичай він утворюється за допомогою допоміжного дієслова у минулому часі та прислівника:
- у французькій мові — j'avais fait (Plus-que-parfait)
- в англійській мові — I had done (Past Perfect)
- у німецькій мові — Ich hatte getan (Plusquamperfekt)
- у болгарській мові — бях чел «я був прочитав».

Аналогічно в гінді, у татарській, в удмуртській та в ряді інших мов Європи та Азії.
Уже в португальській синтетична (pretérito mais-que-perfeito simples) і аналітична (pretérito mais-que-perfeito composto) форми давньоминулого часу рівноцінні, причому перша притаманніша письмовій мові, а друга — розмовній: Quando chegamos, João já fora embora.
Quando chegamos, João já tinha ido embora.
Коли ми прибули, Жуау вже пішов був геть.
У російській мові плюсквамперфекта використовували в XVIII столітті. Наприклад, «Я был(о) писал». Наразі вживається в діалектних формах. Наприклад, «Зимусь все промерзло было». Мало того, існує думка науковців, що зачин у російських казках (наприклад, «жили-были») теж є формою плюсквамперфекта.

## Типи плюсквамперфекта
Загалом існують два типи плюсквамперфекта, що співвідносяться з двома типома перфекта:
- Плюсквамперфект стану, в якому узгодження якоїсь події асоціюється з тією подією під час розповіді у минулому.

Приклад з англійської: «He saw that the door had opened, and children were running through it.» (Він побачив, що двері були відкрились і крізь них пробігали діти) має те ж самий зміст, що «…He saw that the door was open, and children were running through it.» (Він побачив, що двері були відкриті і крізь них пробігали діти). Плюсквамперфект стану — це дієслівна форма напівдорозі між минулим часом («двері відкрили вчора») та прислівником у минулому (двері відкриті ще з учора).
- Плюсквамперфект дії, де сукупність плюсквамперфектних речень виражає розповідь. Він служить лише для того, щоб «розмістити» розповідь в «більш далеке минуле», не зазначаючи чіткого часу дії чи її тривалості.

Приклад з англійської: «He had risen early that morning and was drinking coffee earlier than usual.» (Він прокинувся був рано того ранку і пив каву раніше, ніж зазвичай.)